# Loconia
Loconia is een plaats (frazione) in de Italiaanse gemeente Canosa di Puglia.